# Dinny Barry-Murphy
Dinny Barry-Murphy (17 de julho de 1903 - 21 de agosto de 1973) foi um arremessador irlandês que jogou como zagueiro do time principal de Cork.
Nascido em Cloughduv, County Cork, Barry-Murphy jogou arremesso competitivo pela primeira vez durante seus estudos no St Finbarr's College, Farranferris . Ele chegou ao cenário internacional aos vinte anos, quando se juntou pela primeira vez ao time júnior de Cork antes de ingressar no time principal. Ele fez sua estreia sênior durante o campeonato de 1926 . Barry-Murphy imediatamente se tornou um membro regular dos quinze titulares e ganhou quatro medalhas All-Ireland, cinco medalhas Munster e duas medalhas da National Hurling League . O capitão vencedor da Irlanda em 1929, ele foi vice-campeão da Irlanda em uma ocasião.
A nível internacional, Barry-Murphy jogou pela vitoriosa equipe de arremesso dos Jogos Tailteann em 1932. Como membro da equipe interprovincial de Munster em várias ocasiões, ele ganhou cinco medalhas da Copa Ferroviária . A nível de clubes, Barry-Murphy foi uma vez medalhista do campeonato com o Éire Óg, enquanto também jogou com Cloughduv e St.